# Модин, Юрий Иванович
Модин, Юрий Иванович (8 ноября 1922 г., Суздаль — 2007 г., Москва) — офицер советской разведки, куратор разведгруппы в высших эшелонах британской власти, известной как «Кембриджская пятёрка», с 1944 по 1951 год, когда Доналд Маклейн, как утверждается, передавал атомные секреты Советскому Союзу. В 1951 году Модин организовал бегство Маклейна и Гая Бёрджесса в СССР. Полковник КГБ, кандидат исторических наук, доцент Высшей школы разведки, писатель.

## Биография
Юрий Модин родился в семье комиссара полка, участника Гражданской войны.
Закончил среднюю школу в Липецке, в 1940 году поступил в Ленинградское Высшее инженерно-строительное училище Военно-морского флота.
В 1941 году попал в блокаду, зимой по Ладоге был эвакуирован вместе с училищем сначала в Ярославль, затем в Кострому.
В октябре 1942 г. был направлен в Москву на курсы СМЕРШа. Благодаря знанию английского языка был переведен на ускоренную языковую подготовку.
С декабря 1943 года Модин работал в службе внешней разведки под началом П. М. Фитина.
В 1944-47 гг. работал в английском отделе 1-го управления НКГБ-МГБ СССР, где ему поручают курировать «кембриджскую пятёрку». На самом деле никакой «пятёрки» не существовало: просто из множества английских агентов, которые наводнили советскую разведку своими сообщениями в начале Великой Отечественной войны, Модин выбрал пять наиболее заслуживавших доверия. Модину поручили эту задачу, поскольку советская разведка была шокирована активностью представителей прославленных британских секретных служб, стремившихся раскрыть тайны противников Советскому Союзу. В свою очередь, представитель «пятёрки» Джон Кернкросс не считал свою работу на Советский Союз предательством, поскольку передавал союзнику жизненно важную информацию, которую намеренно удерживала в секрете клика правых британских политиков. Доказательством того, что «пятёрка» не была объединена в сеть, служит то, что работая в МИ6 под руководством Кима Филби, Джон Кернкросс даже не догадывался о целях, с которыми Филби даёт ему рабочие поручения.
В первое время Модин переводил поступавшие от британских агентов документы, затем классифицировал их по темам, готовил для доклада вышестоящему начальству. Он вспоминал, что «…учился искусству разведки не в какой-нибудь школе, не теоретически, а на практике, при исключительных обстоятельствах… Читая донесения наших агентов, я начал воспринимать их как близких людей».
В июне 1947 года был направлен в Посольство СССР в Великобритании в Лондон на должность шифровальщика (в английских источниках «пресс-атташе»), чтобы курировать Бёрджесса, Бланта и Кернкросса. В этот период Кернкросс, которого Модин называл своим лучшим агентом, передал Советскому Союзу полный пакет документов создаваемого НАТО — о структуре альянса, схеме финансирования и составе.
После двух лет расследования служба британской контрразведки под руководством Дика Уайта установила, что Доналд Маклейн — советский шпион. Накануне его ареста Модин организовал его бегство в СССР, но план сработал не совсем так, как задумывался. Бёрджесс должен был сопроводить Маклейна до Швейцарии и затем вернуться в Лондон, но вместо этого он продолжил путь в Москву. При обыске в квартире Бёрджесса были обнаружены рукописные заметки при секретном документе Форин-офис и установлено, что заметки принадлежат Кернкроссу. До этого момента Кернкросс утверждал, что дружит с Бёрджессом, однако не осведомлён о его патронах, той же версии придерживался Модин. Действительно, организация связей с агентами КГБ была столь совершенна, что Кернкросс, которого Бёрджесс как более высокое должностное лицо МИДа заставлял передавать ему секретные документы, был уверен, что тот делает это только для того, чтобы не затягивать время из-за обычной бюрократии. Расследование против Кернкросса закончилось безрезультатно. После этого он был вынужден уволиться с гражданской службы, и Модин снабдил его деньгами для переезда в Чикаго, в США, где Кернкросс обратился к академической карьере в Северо-Западном университете.
Модин проработал в посольстве до мая 1953 г. Блант и Филби продолжали работать как агенты до 1963 года, когда Филби бежал в СССР. Вспоминая работу с Кембриджской пятёркой, Юрий Модин написал: «Проколов в работе быть не могло — такие вещи не прощались. И я очень горжусь тем, что никто из них не оказался в тюрьме. Это моё большое профессиональное достижение».
В 1955 г. Модин вновь прибыл в Лондон со специальным заданием по подготовке государственного визита Н. С. Хрущёва, после чего был оставлен в посольстве до мая 1958 г. в качестве резидента.
С 1967 г. находился в командировке в Индии.
По возвращении в СССР преподавал в Высшей разведшколе КГБ СССР в Москве, защитил кандидатскую диссертацию, стал доцентом.
Юрий Модин умер в 2007 году в Москве.

## Книга о кембриджской пятёрке
Модин опубликовал книгу «Mes Camarades de Cambridge» (Судьбы разведчиков. Мои кембриджские друзья) во Франции в 1994 году. Затем книга была издана в Англии, Испании, США и Канаде. На русском языке опубликована издательством Олма-пресс в 1997 году.
Модин сказал о Киме Филби в феврале 1994 года:
Он так и не раскрыл своего истинного «я». Ни британцам, ни женщинам, с которыми он жил, ни нам [КГБ] никогда не удавалось пробить броню тайны, которая его покрывала. Его великое достижение в шпионаже было делом его жизни, и оно полностью поглощало его до дня его смерти. Но в конце концов, я подозреваю, что Филби издевался над всеми, особенно над нами.:270

## «Пятый человек»
В этой книге барон Ротшильд назван важным членом Кембриджской шпионской сети. Что касается английского перевода, британское издательство Headline Book Publishing внесло некоторые изменения, сначала в название (My Five Cambridge Friends) с подзаголовком «Впервые куратор из КГБ раскрывает секреты самой известной в мире шпионской группы — Бёрджесса, Маклейна, Филби, Бланта и Кернкросса». Во-вторых, из-за заголовка потребовались изменения абзаца на странице 104, в котором утверждается, что именно Джон Кернкросс был Пятым человеком: «В конце 1944 года имя Джона Кернкросса, кодовое имя Карел (на деле его псевдоним был Лист, данный ему из-за любви к музыке) было добавлено к четырем агентам, к делам которых я был приставлен. Он стал „пятым человеком“. Кернкросс в то или иное время контактировал с другими, но вряд ли он был членом группы».:104
Слова, измененные и вставленные в текст из-за заголовка, Модин назвал сфабрикованными, поскольку Кернкросс никогда не был в связке с кем-либо из членов группы. Журналист Guardian Ричард Нортон-Тейлор позвонил Модину, чтобы проверить это, и обнаружил, что он рассердился на то, что ложные заявления, изменения и мошенничество в британской (а затем и в американской) общественности были сделаны без консультации с ним. Редактор «Гардиан» Алан Расбриджер согласился с оценкой автора книги о «Кембриджской пятёрке» Роланда Перри, что пятым человеком в группе был Виктор Ротшильд, товарищ Бёрджесса по Тринити-колледжу. Расбриджер написал в The Guardian: «Юрий Модин… говорит в английском издании своей книги, что Кернкросс был „пятым человеком“. Однако Модин утверждает, что никогда не использовал этот термин, которого нет во французском издании его книги».

## Книги
- Modin, Yuri. My Five Cambridge Friends, ISBN 0-374-21698-3.